# Mullus auratus
Mullus auratus is een straalvinnige vissensoort uit de familie van zeebarbelen (Mullidae). De wetenschappelijke naam van de soort is voor het eerst gepubliceerd in 1882 door Jordan & Gilbert. Volgens de "Multilingual dictionary of fish and fish products", Fishing News Books, Oxford, van de "Organisation for Economic Co-operation and Development" (1990) is voor deze soort de Nederlandstalige naam "gestreepte zeebarbeel" in omloop. De soort komt voor in het westen van de Atlantische Oceaan, van Frans-Guyana tot Halifax.